# Nikolaï Eremenko
Pour les articles homonymes, voir Eremenko.
Nikolaï Nikolaïevitch Eremenko ou Eriomenko (en russe : Никола́й Никола́евич Ерёменко), né le 14 février 1949 à Vitebsk et mort le 27 mai 2001 à Moscou, est un acteur de théâtre et cinéma russe, artiste du peuple de la fédération de Russie (1994).

## Biographie
Il est le fils de l'acteur Nikolaï Nikolaïevitch Eriomenko, artiste du peuple d'URSS en 1989. En 1967, Eremenko fils entre au VGIK (atelier de Sergueï Guerassimov et Tamara Makarova). Il obtient son diplôme en 1971 et la même année est accepté dans la troupe du théâtre national d'acteur de cinéma. Il est acteur au studio Gorki à partir de 1976.
Le 27 mai 2001, il meurt des suites d'un accident vasculaire cérébral à l'hôpital Botkine de Moscou. Il est enterré le 31 mai à Minsk au cimetière de l'Est, à côté de son père.

## Vie privée
Il épouse en 1974 Vera Iourevna Titova dont il a une fille, Olga (1975); il s'en sépare au bout de vingt-cinq ans et se met en couple avec Tatiana Iourevna Maslennikova (traductrice) dont il a une fille en 1990, Tatiana.

## Filmographie partielle
- 1969 : Au bord du lac Baïkal (У озера) de Sergueï Guerassimov : Alexei
- 1969 : Libération de Iouri Ozerov : Josip Broz Tito
- 1972 : La Neige chaude (Горячий снег) de Gabriel Yegiazarov : Drozdovski
- 1976 : Le Rouge et le Noir (Красное и чёрное) de Sergueï Guerassimov : Julien Sorel
- 1979 : Pirates du XXe siècle (Пираты XX века) de Boris Dourov : mécanicien
- 1980 : 38, rue Petrovka (Петровка, 38) de Boris Grigoriev : Le Lieutenant général de police
- 1980 : La Jeunesse de Pierre Le Grand (Юность Петра, Younost Petra) de Sergueï Guerassimov : Alexandre Menchikov
- 1981 : Le Début des affaires glorieuses (В начале славных дел, V natchale slavnykh del) de Sergueï Guerassimov : Alexandre Menchikov
- 1984 : Léon Tolstoï (Лев Толстой) de Sergueï Guerassimov : Alexandre Goldenweiser
- 1986 : À la recherche du capitaine Grant (В поисках капитана Гранта) de Stanislav Govoroukhine : Lord Glenarvan
- 1990 : La Chasse royale (Царская охота) de Vitali Melnikov : le comte Alexeï Orlov